# IC 3196
IC 3196 ist eine Spiralgalaxie vom Hubble-Typ S im Sternbild Jungfrau auf der Ekliptik. Sie ist schätzungsweise 867 Mio. Lichtjahre von der Milchstraße entfernt und hat einen Durchmesser von etwa 100.000 Lj.
Im gleichen Himmelsareal befinden sich u. a. die Galaxien NGC 4294, IC 3192, IC 3208, IC 3209.
Das Objekt wurde am 7. Mai 1904 vom US-amerikanischen Astronomen Royal Harwood Frost entdeckt.